# Marco Antônio da Silva
Marco Antônio da Silva – noto come Marquinhos – (Belo Horizonte, 9 maggio 1966) è un ex calciatore brasiliano, di ruolo centrocampista.